# Bạch Ngọc, Tuyên Quang
Bạch Ngọc là một xã thuộc tỉnh Tuyên Quang, Việt Nam.

## Địa lý
Xã Bạch Ngọc có vị trí địa lý:
- Phía đông giáp tỉnh Tuyên Quang và xã Ngọc Minh
- Phía tây giáp xã Trung Thành và xã Ngọc Linh
- Phía nam giáp huyện Bắc Quang
- Phía bắc giáp xã Ngọc Linh và xã Ngọc Minh.

Xã Bạch Ngọc có diện tích 112,56 km², dân số năm 2019 là 4.215 người, mật độ dân số đạt 37 người/km².

## Hành chính
Xã Bạch Ngọc được chia thành 9 thôn, bản: Phai, Bắc Diếc, Mường, Minh Thành, Ngọc Sơn, Khuổi Dò, Ngọc Lâm, Ngọc Bình, Khuổi Vài.

## Lịch sử
Trước đây, Bạch Ngọc là một xã thuộc huyện Bắc Quang.
Ngày 18 tháng 11 năm 1983, Hội đồng Bộ trưởng ban hành Quyết định 136-HĐBT về việc điều chỉnh xã Bạch Ngọc thuộc huyện Bắc Quang về huyện Vị Xuyên quản lý.
Ngày 29 tháng 8 năm 1994, Chính phủ ban hành Nghị định số 112/1994/NĐ-CP về việc:
- Thành lập thị trấn Vị Xuyên trên cơ sở điều chỉnh một phần diện tích và dân số của xã Bạch Ngọc
- Thành lập xã Ngọc Linh trên cơ sở điều chỉnh một phần diện tích và dân số của Bạch Ngọc.